# Božena Neumannová
Božena Neumannová, rozená Pechová, též uváděno příjmení Hodačová  (12. ledna 1882 Holešov – 7. června 1967 Praha) byla česká novinářka, redaktorka a autorka memoárové literatury. Od roku 1904 byla partnerkou a v letech 1915–1922 druhou manželkou S. K. Neumanna.

## Život
Narodila se v Holešově jako nemanželská dcera Kateřiny Pechové. Měla starší sestru Jaroslavu Pechovou, provdanou Rackovou. Partner Kateřiny Pechové Josef Hodač se s matkou svých dcer neoženil, protože byl již ženatý. Božena Pechová ale často uváděla jeho příjmení jako své rodné.
Své dětství prožila na Moravě, nejprve v Dřevohosticích, později v Brně, kde její matka měla obchod v Husovicích a později v Králově poli. Vystudovala vyšší dívčí školu v Brně a poté pracovala jeden rok jako vychovatelka v Olomouci a v Jihlavě. Když jí bylo 21 let, odešla do Prahy, kde pomáhala své sestře Jaroslavě v domácnosti. Sestra Jaroslava se provdala za básníka Adolfa Racka, díky tomu se Božena seznámila s prostředím pražských umělců. Zamilovala se do Stanislava Kostky Neumanna, se kterým žila v letech 1904 - 1922. Pobývali ve Vídni, v Řečkovicích u Brna, Bílovicích nad Svitavou a v Praze. Roku 1905 se jim v Řečkovicích narodila dcera Soňa. V roce 1914, před tím, než Neumann narukoval do rakouské armády, se rozvedl se svou první manželkou Kamillou Neumannovou a dne 28. března 1915 uzavřel civilní sňatek s Boženou Pechovou (Hodačovou). Po první světové válce žili v Praze. V roce 1922 S. K. Neumann svou ženu a dceru opustil.
Božena Neumannová pracovala jako účetní v nakladatelství Františka Borového. Později odjela do Francie, kde pracovala jako kuchařka v rodině paní Lionel ve Versaillích. Poté studovala na Sorbonně. Zde začala svou novinářskou dráhu když pro Moravské noviny psala články o Francii. Později psala i pro Národní listy, mimo jiné v literární příloze Táčky, a posléze se stala členkou redakce. Později byla redaktorkou Moravských novin se sídlem v Brně a současně i redaktorkou Československé republiky v redakcích v Praze a Ostravě.
Je pohřbena v Bílovicích nad Svitavou.

## Dílo
Působila jako novinářka v Moravských novinách, Národních listech a novinách Československá republika.
Vydala dva autobiografické romány: Jantarová stezka (1947), kde popisuje své dětství, a Mezi lidmi (1948), kde píše o svém dospívání, odchodu do Prahy a seznámení se S. K. Neumannem.

### Byla jsem ženou slavného muže
Posmrtně byly publikovány její vzpomínky Byla jsem ženou slavného muže, které napsala v letech 1948-1951. Za jejího života nesměly být publikovány, neboť údajně Zdeněk Nejedlý prohlásil, že památka na S.K.N. "musí zůstat čistá". Kniha vyšla poprvé až koncem října 1998 v nakladatelství Host zásluhou Jiřího Veselského (2. vydání v r. 2014).,